# Oscar Joliet

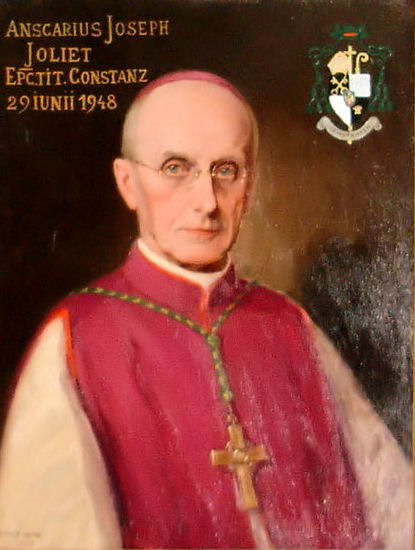
Oscar Joliet (1878–1969)

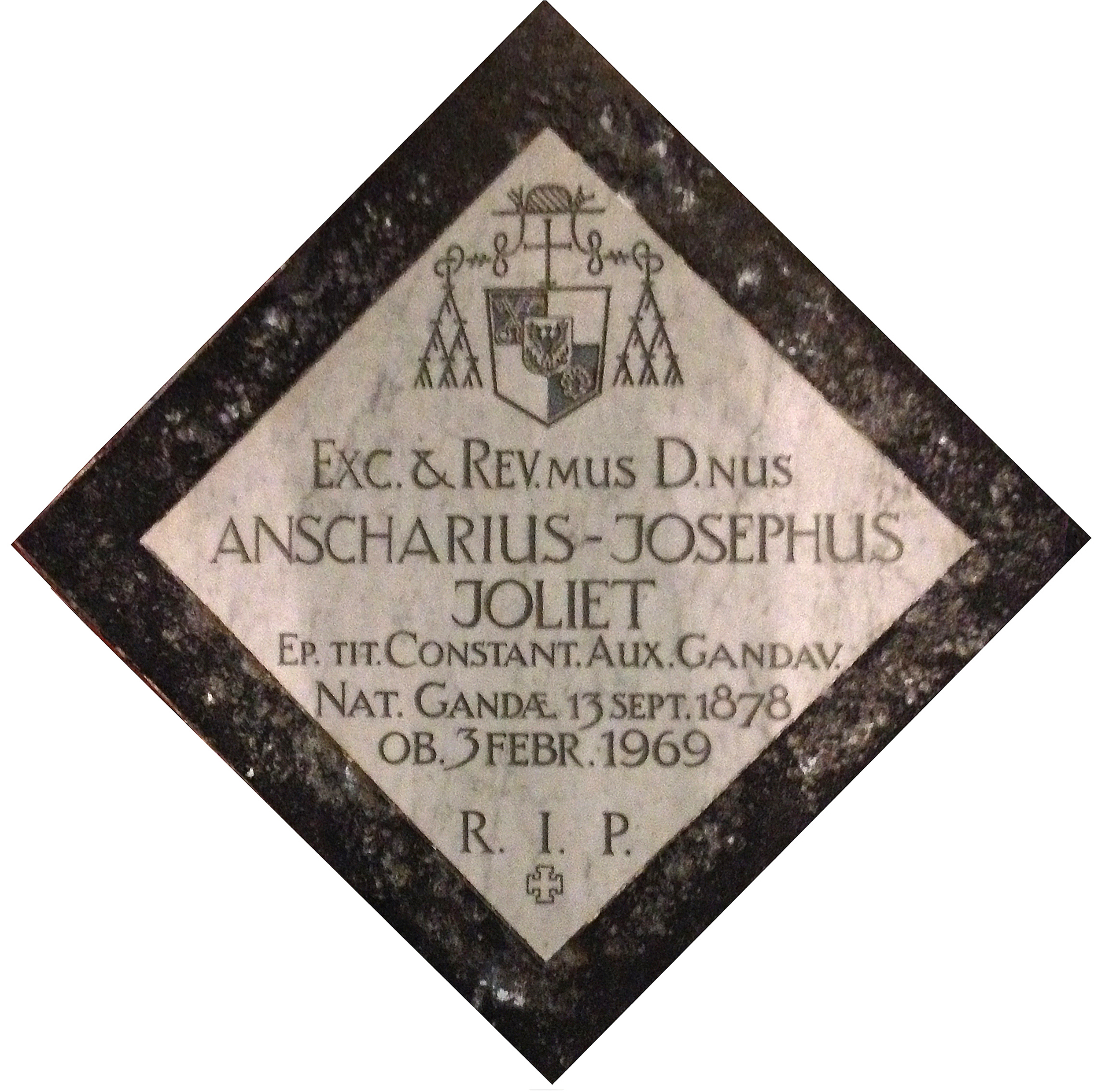
Grabplatte von Oscar Joliet (St.-Bavo-Kathedrale)

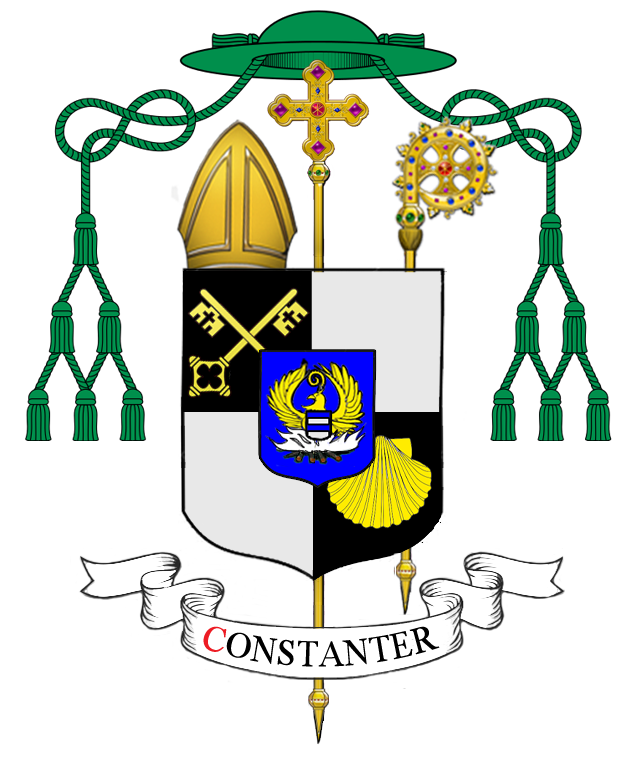
Wappen

Oscar Jozef Joliet (* 13. September 1878 in Gent, Flandern; † 3. Februar 1969 ebenda) war Weihbischof in Gent.

## Leben
Oscar Joliet empfing am 20. Februar 1902 die Priesterweihe. Er studierte Theologie und Philosophie am Priesterseminar in Gent und am Belgischen Priesterseminar in Rom. An der Päpstlichen Universität Gregoriana wurde er in Philosophie (1901), Theologie (1905) und Kirchenrecht (1907) promoviert. Er wurde 1907 Lehrer und Leiter des Kleinen Seminars in Sint-Niklaas. 1919 wurde er Rektor der St.-Bavo-Kathedrale in Gent. Von 1919 bis 1927 war er Professor und Direktor des Großen Priesterseminars in Gent. 1927 wurde er Rektor des Päpstlichen Belgischen Kollegs in Rom. Von 1945 bis 1947 war er Offizial im Bistum Gent und 1947/48 Generalvikar.
Papst Pius XII. ernannte ihn am 17. April 1948 zum Titularbischof von Constantia in Arabia und Weihbischof in Gent. Der Bischof von Gent Karel Justien Calewaert weihte ihn am 29. Juni 1948 zum Bischof; Mitkonsekratoren waren Jean Marie Van Cauwenbergh und Léon-Joseph Suenens, beide Weihbischöfe in Mechelen.
1959 legte er einige Ämter nieder, 1964 auch das Amt des Generalvikars der Diözese Gent.

## Ehrungen
- Ernennung zum Päpstlichen Ehrenprälaten durch Papst Pius XI. (1927)
- Ernennung zum Apostolischen Protonotar durch Papst Pius XII. (1939)